# Barthélémy Aneau

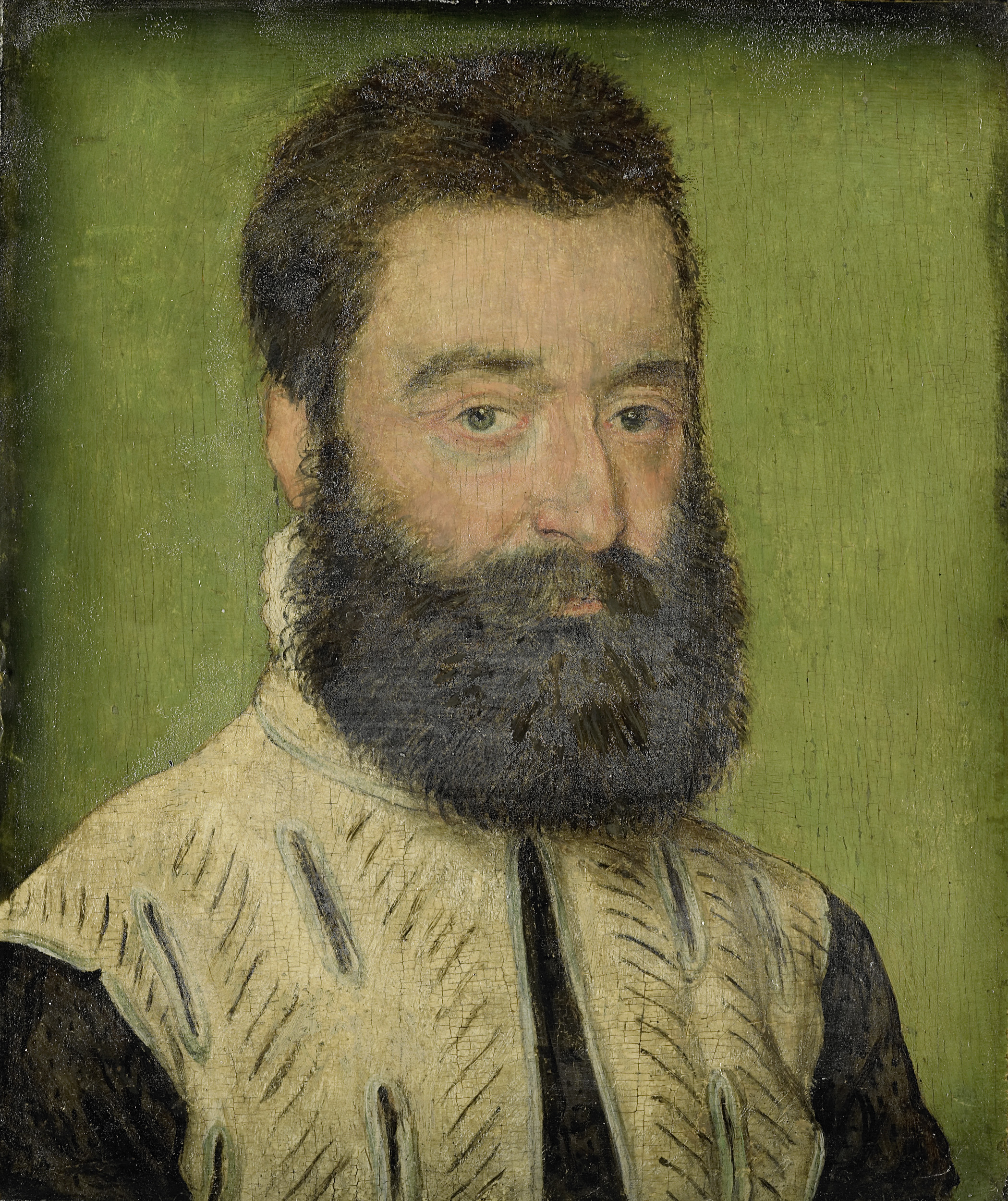
Porträt von Barthélemy Aneau

Barthélémy Aneau, gelegentlich Barthélémy Anneau, (* 1510 in Bourges, Département Cher; † 1561 in Lyon) war ein französischer Schriftsteller und Humanist. 
Nach seinem Studium holte man Aneau nach Lyon an das Collège de la Trinité und betraute ihn dort u. a. mit einem Lehrauftrag für Rhetorik. 1542 wurde er auch zu dessen Leiter befördert. 
Fronleichnam 1561 wurde Aneau zusammen mit einigen Kollegen des Protestantismus verdächtigt und in den daraus entstandenen Unruhen am oder in der Nähe des Collège de la Trinité ermordet. 

## Werke
als Autor
- Quintil Horatian. Lyon 1551 (ein anonymer Angriff auf den Schriftsteller Joachim du Bellay).
- Alector ou le coq. Histoire fabuleuse, hrsg. von Marie Madeleine Fontaine. 2 Bde. Droz, Genf 1996, ISBN 2-600-00137-9 (Nachdr. d. Ausg. Lyon 1560).

als Übersetzer
- Andrea Alciato: Il libro degli emblemi. Adelphi, Mailand 2009, ISBN 978-88-459-2441-5 (Nachdr. d. Ausg. Lyon 1549).
- Imagination poétique („Picta poesis“). Lyon 1552.